# Стеноптеріні
Стеноптері́ні (лат. Stenopterini Illiger, 1804) — маленька триба жуків у підродині Церамбіціни (родина Вусачі), яка налічує до 5-и родів, розповсюджених у Євразії та Північній Америці. Найвище різноманіття триби припадає на Середземномор'я.

## Найбільші роди
- Callimellum Kraatz, 1863
- Stenopterus Illiger, 1804